# Dead Letter Office
| 전문가 평가                       | 전문가 평가 |
| 평가 점수                         | 평가 점수   |
| 출처                              | 점수        |
| --------------------------------- | ----------- |
| AllMusic                          | [ 1 ]       |
| Robert Christgau                  | C+          |
| The Encyclopedia of Popular Music | [ 3 ]       |
| Kerrang!                          | 3.75/5      |
| Record Mirror                     | [ 5 ]       |
| Rolling Stone                     | Favorable   |
| The Rolling Stone Album Guide     | [ 7 ]       |

《Dead Letter Office》는 1987년 4월 27일에 발매된 미국의 얼터너티브 록 밴드 R.E.M.의 희귀성과 B-사이드 컴필레이션 음반이다. 이 음반은 본질적으로 R.E.M.이 《Murmur》 이전부터 《Lifes Rich Pageant》까지 만든 많은 추가 녹음들을 모아놓은 것으로, 싱글에 B-사이드로 수록되거나 전 세계적으로 발매되었다. 많은 트랙들이 밴드의 이질적인 영향과 음악적 취향을 나타내는 인기 있는 커버 버전이다. 여기에는 세 개의 벨벳 언더그라운드 커버와 에어로스미스 (〈Toys in the Attic〉), 로저 밀러 (〈King of the Road〉), 그리고 파일론 (〈Crazy〉)의 노래가 포함된다.

## 배경
기타리스트 피터 벅은 음반에 수록된 곡들에 대해 자기 비하적이고 (그리고 한 가지 경우에는 사과하는) 라이너 노트를 작곡했다. 벅은 처음에는 음반 발매에 대해 의구심을 품으며, 사람들이 이 음반을 "음반을 현금화하거나 판매하려는" 밴드로 인식할 것 같다고 말했다. 이는 I.R.S., 《Document》와 함께한 밴드의 마지막 정규 음반보다 발매일이 불과 4개월 전이었기 때문이다.
이 음반은 처음에 바이닐과 카세트로 구성된 15곡으로 발매되었지만, CD 에디션이 발매되면서 밴드의 1982년 《Chronic Town》 EP의 다섯 곡이 추가되었다. 이 CD는 《The Originals》 박스 세트가 발매될 때까지 《Chronic Town》의 유일한 CD 발매였다.

## 곡 목록
모든 곡들은 특별한 언급이 없는 한 빌 베리, 피터 벅, 마이크 밀스 그리고 마이클 스타이프가 작사/작곡하였다.
| #  | 제목                                              | 작사·작곡                                                    | 재생 시간 |
| -- | ------------------------------------------------- | ------------------------------------------------------------ | --------- |
| 1. | 〈Crazy (파일론 커버)〉                           | 랜디 베울리, 바네사 브리스코, 커티스 크로우, 마이클 라코스키 | 3:03      |
| 2. | 〈There She Goes Again (벨벳 언더그라운드 커버)〉 | 루 리드                                                      | 2:50      |
| 3. | 〈Burning Down〉                                  |                                                              | 4:12      |
| 4. | 〈Voice of Harold〉                               |                                                              | 4:24      |
| 5. | 〈Burning Hell〉                                  |                                                              | 3:49      |
| 6. | 〈White Tornado〉                                 |                                                              | 1:55      |
| 7. | 〈Toys in the Attic (에어로스미스 커버)〉         | 스티븐 타일러, 조 페리                                       | 2:28      |

| #   | 제목                                        | 작사·작곡                                  | 재생 시간 |
| --- | ------------------------------------------- | ------------------------------------------ | --------- |
| 8.  | 〈Windout〉                                 | 제레미 아이어스, 베리, 벅, 밀스, 스타이프  | 1:58      |
| 9.  | 〈Ages of You〉                             |                                            | 3:42      |
| 10. | 〈Pale Blue Eyes (벨벳 언더그라운드 커버)〉 | 리드                                       | 2:53      |
| 11. | 〈Rotary Ten〉                              |                                            | 2:00      |
| 12. | 〈Bandwagon〉                               | 베리, 벅, 밀스, 린다 스타이프, M. 스타이프 | 2:16      |
| 13. | 〈Femme Fatale (벨벳 언더그라운드 커버)〉   | 리드                                       | 2:49      |
| 14. | 〈Walters Theme〉                           |                                            | 1:32      |
| 15. | 〈King of the Road (로저 밀러 커버)〉       | 로저 밀러                                  | 3:13      |